# مرگ در سکوت
مرگ در سکوت نام یک مجموعهٔ تلویزیونی ایرانی به کارگردانی شهریار پارسی‌پور است که در سال ۱۳۷۷ تولید و در سال ۱۳۷۸ از شبکه ۲ سیمای جمهوری اسلامی ایران پخش گردید.

## خلاصه داستان
در یک پارک جنگی، قتلی رخ داده است. در پی درگیری‌های متعدد، پلیس متوجه می‌شود که مابین این جنایت و سرقت‌هایی از چند عتیقه فروشی و موزه، ارتباطی وجود دارد. در این میان، یک مرد تبهکار مظنون اصلی است که....

## بازیگران و عوامل تولید

### بازیگران
- شهراد وثوقی
- جمیله شیخی
- آتیلا پسیانی
- مختار سائقی
- توران قادری
- فاطمه طاهری
- رضا بنفشه‌خواه
- بهنوش بختیاری
- فاطمه نقوی
- رزا آرایش
- منوچهر بهروج
- حسین سوادکوهی
- اصغر امیدوار خرم
- محمدعلی مژدهی
- سیروس اعوانی
- پرویز رفیعی
- هومن انوریان
- آرش یغمایی
- امید تبریزیان
- هومن آزما
- حسین لعل
- دیبا قاضی‌ها
- مجید علیزاده
- هنگامه اباذری
- فرامرز کریمی
- بابک معیریان
- مهران ملائی
- غضنفر راوند
- ولفگانگ فلاین

### عوامل تولید
- کارگردان: شهریار پارسی‌پور
- نویسنده و مجری طرح: حسن فرحی
- بازنویسی نهایی فیلمنامه: حمیدرضا رضوانی‌پور و حسن فرحی
- مدیر تصویر برداری:فرزین خسروشاهی
- تعداد قسمت‌ها: ۱۳ قسمت
- مدت زمان: ۶۵۰ دقیقه
- محصول: سیمافیلم برای شبکه ۲ سیمای جمهوری اسلامی ایران
- سال تولید و پخش: ۱۳۷۸-۱۳۷۷